# Hellmuth Becker
Hellmuth Becker (12 août 1902 – 28 février 1953) était un commandant SS allemand durant Seconde Guerre mondiale qui commanda la division SS Totenkopf. Il fut récipiendaire de la croix de chevalier de la croix de fer avec feuilles de chêne. Après la guerre, Becker fut jugé à deux reprises par les autorités soviétiques pour crimes de guerre et sabotage, à la suite de quoi il fut exécuté en 1953.

## Carrière
Né en 1902, Becker intègre l'armée en 1920. En 1933, il rejoint la SS où il fait la connaissance de Wilhelm Bittrich et Hermann Priess. En 1935, Becker est transféré au SS Totenkopf Standarte "Oberbayern", qui fut plus tard intégré à la division SS Totenkopf. Becker est nommé commandant de régiment en août 1941. En octobre, il reçoit le commandement d'une division jusqu'en mars 1944, puis prend le commandement de la 36e session de la SS Panzer Grenadier Regiment, intégré à la 16e SS Panzergrenadier Division Reichsführer-SS en Italie. Le 20 juillet 1944, Becker reçoit le commandement de la Division SS Totenkopf. 
En décembre, la division est déplacée en Hongrie pour se battre dans les environs de Budapest. La division traverse le Danube jusqu'à Vienne, tentant de se rendre aux forces américaines. La capitulation selon ses conditions est refusée et l'unité est remise à l'Armée rouge.
En novembre 1947, il fut jugé devant un tribunal militaire soviétique à Poltava et condamné à 25 ans de travaux forcés pour crimes de guerre. Pendant qu'il purgeait sa peine, Becker « testa la patience de ses geôliers » en tentant de fabriquer des explosifs, ce qui lui valut un nouveau procès. Il fut reconnu coupable de sabotage et exécuté en février 1953.

## Récompenses
- Croix de fer (1939) de 2e classe (24 mai 1940) et de 1re classe (26 juin 1940)
- Croix allemande en Or le 26 septembre 1942, en tant que SS-Standartenführer commandant SS-Totenkopf Regiment 3
- Croix de chevalier de la croix de fer avec feuilles de chêne
  - Croix de chevalier le 7 septembre 1943, en tant que SS-Standartenführer et commandant du régiment SS Theodor Eicke
  - Feuilles de chêne le 21 septembre 1944, en tant que SS-Oberführer et commandant de la division SS Totenkopf